# Пеюта Хака (Південна Дакота)
Пеюта Хака(лакота Pejuta ȟaka) офійна назва Кайл (англ. Kyle) — переписна місцевість (CDP) в США, в окрузі Шеннон штату Південна Дакота. Населення — 943 особи (2020).

## Географія
Кайл розташований за координатами 43°25′30″ пн. ш. 102°10′50″ зх. д. / 43.42500° пн. ш. 102.18056° зх. д. (43.424902, -102.180518).  За даними Бюро перепису населення США в 2010 році переписна місцевість мала площу 3,95 км², з яких 3,82 км² — суходіл та 0,13 км² — водойми.

## Демографія
Згідно з переписом 2010 року, у переписній місцевості мешкало 846 осіб у 198 домогосподарствах у складі 160 родин. Густота населення становила 214 осіб/км².  Було 225 помешкань (57/км²).
Расовий склад населення:
| - 95,6 % — корінних американців - 2,6 % — білих - 0,4 % — азіатів - 0,1 % — чорних або афроамериканців |

До двох чи більше рас належало 0,9 %. Частка іспаномовних становила 3,2 % від усіх жителів.
За віковим діапазоном населення розподілялося таким чином: 37,2 % — особи молодші 18 років, 58,9 % — особи у віці 18—64 років, 3,9 % — особи у віці 65 років та старші. Медіана віку мешканця становила 23,3 року. На 100 осіб жіночої статі у переписній місцевості припадало 85,9 чоловіків;  на 100 жінок у віці від 18 років та старших — 86,3 чоловіків також старших 18 років.
Середній дохід на одне домашнє господарство  становив 24 794 долари США (медіана — 20 625), а середній дохід на одну сім'ю — 26 228 доларів (медіана — 22 583). За межею бідності перебувало 57,5 % осіб, у тому числі 61,8 % дітей у віці до 18 років та 62,5 % осіб у віці 65 років та старших.
Цивільне працевлаштоване населення становило 185 осіб. Основні галузі зайнятості: освіта, охорона здоров'я та соціальна допомога — 53,5 %, мистецтво, розваги та відпочинок — 25,9 %, виробництво — 11,4 %, публічна адміністрація — 7,6 %.